# The Greater Will
The Greater Will er en amerikansk stumfilm fra 1915 af Harley Knoles.

## Medvirkende
- Cyril Maude som Cornelius Sloane
- Lois Meredith som Peggy Sloane
- Montagu Love som Stuart Watson
- Henry Carvill som Malone
- William T. Carleton som Edward Carson